# 램 오브 갓
램 오브 갓(Lamb of God, LoG로 줄여쓰기도 한다.)은 1994년에 결성된 버지니아, 리치먼드 출신의 미국 메탈 코어, 헤비 메탈 밴드이다. 1994년에 번 더 프리스트(Burn the Priest)로 결성되었고 현재 보컬 랜디 블라이드, 기타리스트 마크 모튼, 윌리 애들러, 베이시스트 존 캠벨, 드러머 크리스 애들러으로 구성되어 있다. 램 오브 갓은 1980년대 이후로 쇠락해가던 (특히나 누 메탈 등의 등장으로 인해) 헤비 메탈의 재부흥 운동인 뉴 웨이브 오브 아메리칸 헤비 메탈 (New Wave of American Heavy Metal)에서 크게 중시되는 그룹이다. 그들은 잃어버린 헤비 메탈 본연의 모습을 되돌리는데 (그 진중함이나 헤비함에 있어) 큰 역할을 하였다고 평가된다.
결성 이후, 램 오브 갓은 8개의 정규 음반, 1개의 라이브 음반, 1개의 컴필레이션 음반, 3개의 DVD를 발매했다. 밴드는 RIAA로부터 "골드" 등급을 받은 음반 Sacrament의 판매량까지 합쳐 미국에서만 총 200만장 가까이 팔았고 그들의 음반 Sacrament가 발매된 2006년과 2007년에는 그래미 어워드에 노미네이트되기도 하였다. 2010년과 2011년에 밴드는 2009년 음반 Wrath로 그래미에 노미네이트되었다. 또한 2016년에 곡 "512"로 그래미 어워드에 노미네이트되었다. 램 오브 갓은 오즈페스트에서만 두 번 공연했고 스래시 메탈 밴드 슬레이어와 2006년에 더 언홀리 얼라이언스(The Unholy Alliance)에서 공연하기도 했으며 영국에서 열린 소니스피어(Sonisphere) 페스티벌, 사운드 웨이브 페스티벌(Soundwave Festival) 그리고 기간투어(Gigantour) 등과 2010년에 메이헴 페스티벌(Mayhem Festival), 다운로드 페스티벌(Download Festival)과 같은 메이저 페스티벌에 참가한 경력도 있다. 2008년부터 2010년에는 메탈리카의 월드 매그네틱 투어(World Magnetic Tour)의 일원으로 참여했다.

## 장르
| - 존 캠벨(John Campbell) – 베이스 기타 (1994–현재) - 아트 크루스(Art Cruz) – 드럼 (2019–현재) - 랜디 블라이드(Randy Blythe) – 보컬 (1995–현재) - 마크 모튼(Mark Morton) – 리드 기타 (1994, 1997–현재) - 윌리 애들러(Willie Adler) – 리듬 기타 (1999–현재) | - 맷 코너(Matt Conner) – 리듬 기타 (1994) - 에이브 스피어(Abe Spear) – 리듬 기타 (1994–1999); 리드 기타 (1994–1997) - 크리스 애들러(Chris Adler) – 드럼 (1994–2019) - 닥 코일(Doc Coyle) – 리드 기타 (2009) - 버즈 맥그래스(Buz McGrath) – 리드 기타 (2009) - 맷 데브리스(Matt DeVries) – 베이스 기타 (2013) - 폴 웨고너(Paul Waggoner) – 리드 기타 (2014) |

## 디스코그래피

### 정규 음반

#### 번 더 프리스트
- Burn the Priest (1999)
- Legion: XX (2018)

#### 램 오브 갓
- New American Gospel (2000)
- As the Palaces Burn (2003)
- Ashes of the Wake (2004)
- Sacrament (2006)
- Wrath (2009)
- Resolution (2012)
- VII: Sturm und Drang (2015)
- Lamb of God (2020)
- Omens (2022)